# ヤコブ・バケマ

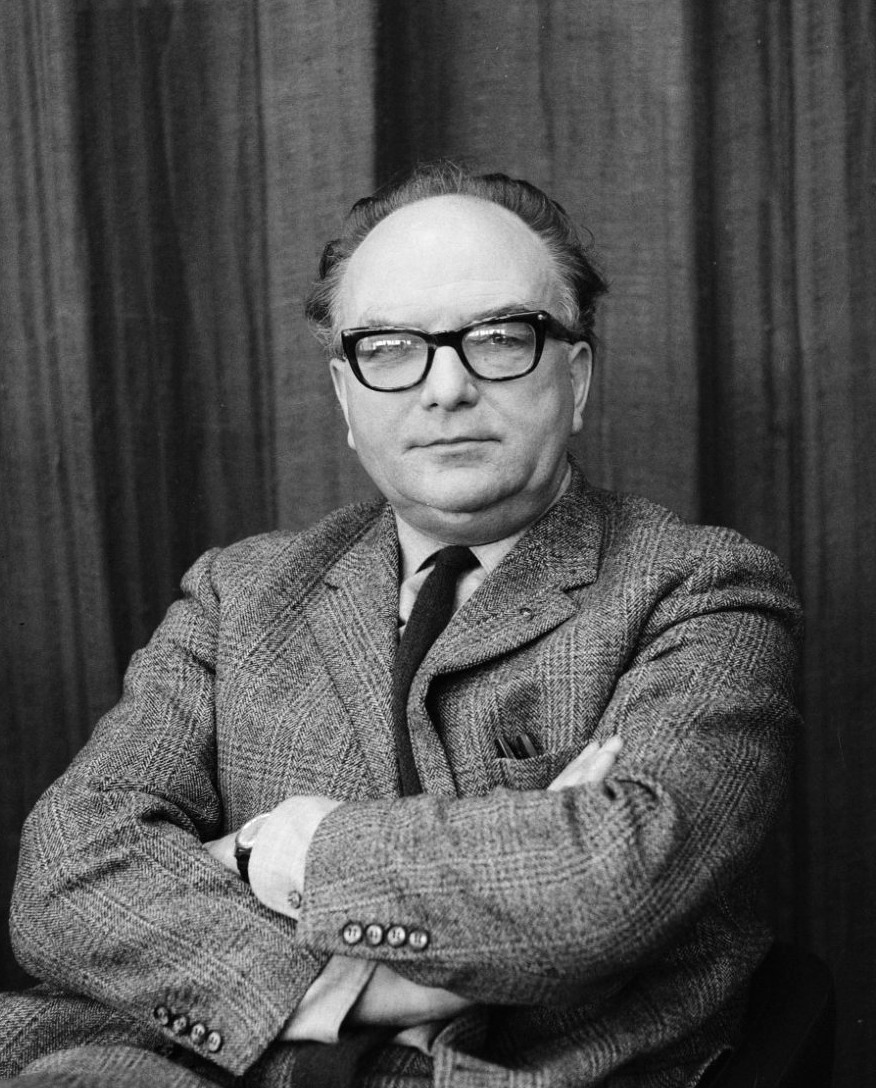
ヤコブ・バケマ, 1966

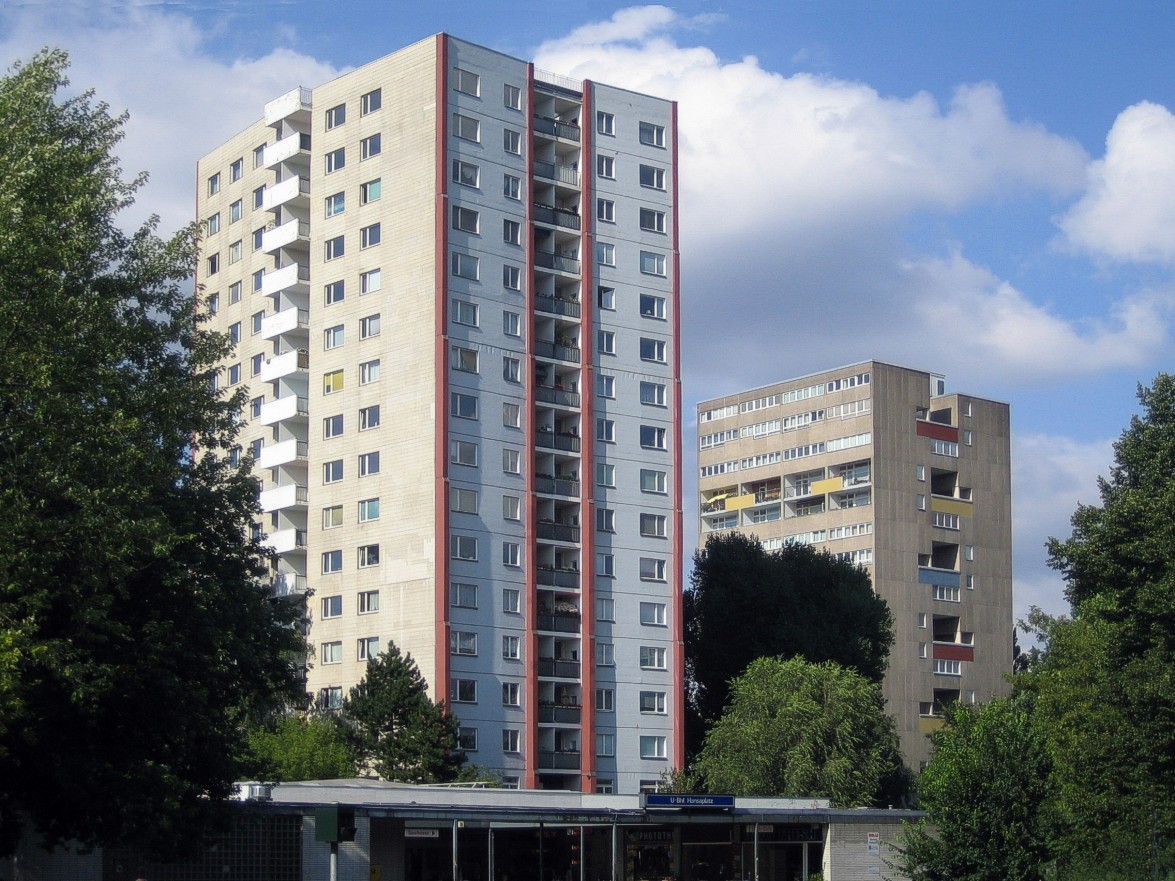
ベルリン市ハンザフィアテルの住宅

ヤコブ・ベーレント・バケマ（Jacob B. Bakema, 1914年3月8日-1981年2月8日）は、第2次世界大戦後に建築と都市計画の分野で活躍したオランダ人建築家・都市計画家。
デルフト工科大学の教授を歴任。
1933年に発足したCIAM（近代建築国際会議）に参画。
同会議を解体に導いたチーム・Xのメンバーとしても活動。
コラボレート、チームで仕事をするというスタイルを採用し、アルド・ファン・アイクらと、またヴァン・デン・ブロークと建築設計事務所ヴァン・デン・ブローク・アンド・バケマで活動。

## 代表作
- エディ市庁舎
- アムステルダム東部海上拡張計画案
- デルフト工科大学中央図書館 コンフェレンスセンター
- デルフト工科大学講堂 1966年
- デルフト工科大学会議場
- デルフト工科大学建築学部建物（火災により崩壊）
- ラインバーン
- 大阪万国博オランダ館(1970)
- ロッテルダムの書店
- ロッテルダム中央図書館
- ロッテルダム商業センター計画・再整備計画
- アレキサンドル・ボルデル計画（ユプブー・グループと）
- ベルリン市ハンザフィアテルの住宅 1957(ベルリン・ハンザ地区戦災復興インターバウ)